# E44

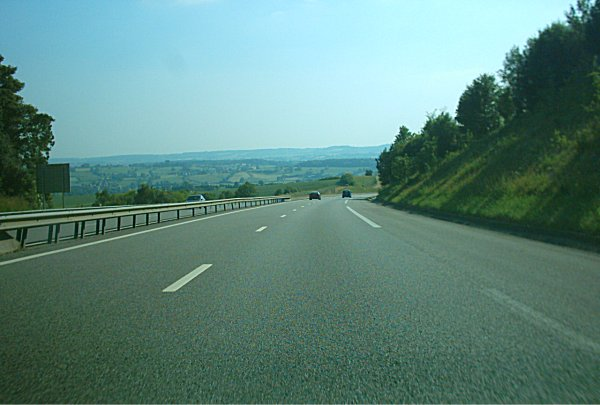
E44/E402/A28 nära Neufchâtel-en-Bray.

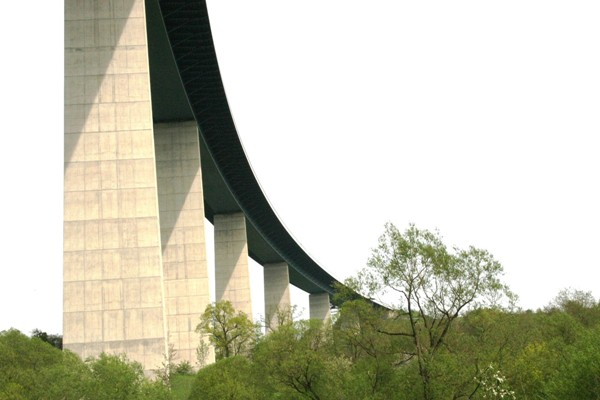
Bro över floden Sûre/Sauer i östra Luxemburg. Bron korsar gränsen mot Tyskland.

E44 eller Europaväg 44 är en 780 kilometer lång europaväg som börjar i Le Havre i Frankrike och slutar i Giessen i Tyskland. Den passerar också Luxemburg. Vägen är till stor del motorväg.

## Sträckning
Le Havre - Amiens - Charleville-Mézières - (gräns Frankrike-Luxemburg) - Luxemburg - (gräns Luxemburg-Tyskland) - Trier - Koblenz - Wetzlar - Giessen

### Motorvägar
- A29 (motorväg, Frankrike)
- A1 (motorväg, Luxemburg)
- A1 (motorväg, Tyskland)
- A48 (motorväg, Tyskland)

### Anslutningar
| - E5 - E402 - E15 - E46 |  | - E25 - E421 - E29 - E422 |  | - E42 - E40 - E41 |